# Halethimmanahalli, Madhugiri
Halethimmanahalli là một làng thuộc tehsil Madhugiri, huyện Tumkur, bang Karnataka, Ấn Độ.